# 曲径封诰楼
曲径封诰楼，位于中国广东省茂名市新安镇曲径小学，为化州市文物保护单位，类型为古建筑，公布时间为1998年2月12日。
曲径封诰楼的历史年代为清代。